# 夢で逢えたら (漫画)
『夢で逢えたら』（ゆめであえたら、If I see you in my dream.）は、山花典之の漫画作品、および漫画を原作としたアニメ作品。漫画作品は、1994年から2000年にかけて『ビジネスジャンプ』（集英社）に連載された。

## ストーリー
生まれてから24年間彼女のいない主人公・フグ野マスオは、占い師に「一生、恋人も結婚もできない」と言われ、その運命を打破すべく入ったお見合いパブで出合った女性・潮崎渚に一目惚れする。しかし、渚は極度の男性恐怖症だった。内気で自分に自信の持てないマスオは、精一杯の努力で渚に想いを伝えようと奮闘し、渚もその誠実な人柄に少しずつ惹かれていく。そんな2人に、渚に思いを寄せるクジラや貝塚も加わることになる。

## 舞台
主人公が住む架空の町・かもめヶ丘が主な舞台。作品中に近鉄の看板が登場したりするなど、関西地方をモデルにしている。

## 登場人物
フグ野 マスオ（フグの マスオ）
声 - 結城比呂
本作の主人公。連載開始時は24歳。株式会社海山営業部営業1課勤務の平凡（以下）なサラリーマン。『サザエさん』の登場人物・フグ田マスオと1字違いの名前と風貌から、付いたあだ名は「のび太」。それまでの人生も平凡以下のものであったが、渚と出会ってから彼女を恋人にするべく奮起し、さまざまな苦難を自身の人間性と思わぬ行動力で乗り切り、男としても人間としても大きく成長していく。性格は良くも悪くも「良い人」。感情が顔だけでなく体全体に表れ易い。やや妄想癖がありトラブルの元になることも。最終的には渚と結婚し、娘・優菜を授かる。TVゲームが趣味。実家は山形県の空手道場。
潮崎 渚（しおざき なぎさ）
声 - 金月真美
本作のヒロイン。連載開始時は22歳。つばめ幼稚園勤務の幼稚園教諭。福岡県出身でダイエー（現ソフトバンク）のファン。その天使のように美しい容姿と性格は園児や同僚から愛され多くの男性を虜にしてきたが、当人はエスカレーター式の女学校に通っていたため、潔癖といっていいくらいに男性への免疫が全くなく、男性と付き合ったことは一度もない。マスオと知り合い、彼の優しさと誠実さに次第に惹かれていく。意外と嫉妬深くいつも通りマスオをからかっただけの波子ですら嫉妬の対象になったことがある。また、彼女のパンツを見た者には幸運が訪れるというジンクスがある。マスオと結婚した後はつばめ幼稚園を退職して専業主婦となり、娘の優菜を出産する（髪型もロングヘアからショートヘアに変化している）。趣味はテニス。
磯辺 波子（いそべ なみこ）
声 - 松本梨香
渚の隣人にして友人で、マスオの同僚（経理課所属）。会社での二つ名は「ゆすり・たかりの磯辺さん」で、基本的に自らが支払いをすることはない。渚を無理やりお見合いパブに連れ出し、彼女とマスオが出会うきっかけを偶然作った人物で、その後も何かと彼らの仲を取り持つ。二人（やその周囲をまきこんで）をからかう事も多いが、終始二人の仲を応援し続けた人物で、恋愛面での二人の良き理解者。男性経験は豊富なようで二人へのアドバイスにもそれが生きている。パブでの出会い以前からマスオのことを知っていた様子（ちなみにマスオのほうは知らなかった）。
浜岡 美帆（はまおか みほ）
声 - 小西寛子
マスオの後輩社員（営業2課）で会社のアイドル的存在。父親は海山の親会社・東亜の常務であるが、その反対を押し切り海山に入社。仕事はあまり出来る方ではない。マスオと仕事で組むことになり彼の優しさに惹かれ、それ以来マスオに対して一方的に熱を上げ続ける。自分の気持ちにとても正直で、積極的かつ大胆なアプローチは渚にとってマスオをめぐる最大のライバル的存在。マスオにとっては渚の誤解の原因になったり、娘との仲を誤解した父親に九州へ飛ばされる原因になる。やや夢見がちなところがある。
クジラ
声 - 北沢洋
不動産会社経営。渚に惚れている男。たらこくちびるとよく伸びる福耳が特徴。いつも黒服黒メガネのお供2人が付いている。つばめ幼稚園卒園生で園長と親交があり園によく顔を出す。財力はマスオより遥かに高いものの、その容姿と下ネタ大好きな性格のためマスオのライバルと言うよりはただの渚の追っかけというポジションに落ち着いている。なぜかマスオを「マグロ」と呼ぶ。
貝塚 洋平（かいづか ようへい）
声 - 一条和矢
かもめヶ丘高校の体育教師でラグビー部顧問。とても背が高い。渚のお見合い相手として登場し断られるも、渚に惚れ込みクジラと同様に追っかけとなる。実質マスオの最初のライバル。初登場当時はさわやかなスポーツマン風であったが、回を重ねるごとに鉄アレイを持ち笑いながら走る筋肉バカ的なキャラクターになり、マスオ&クジラ&貝塚で渚の追っかけ3人組み（実質3バカ）を形成している。渚の結婚後、瀬戸先生に告白する。
帆高 栞（ほだか しおり）
声 - 逢川亮子
つばめ幼稚園の園長。上品なマダム風だが、ほかの先生と一緒に悪ノリすることも多い。かつて婚約者に交通事故で先立たれた過去があり独身を通していたが、後にその婚約者の親友である岸本と結婚する。海浜での渚の母親的存在。渚のテニス仲間でもある。
明石 佳代（あかし かよ）
声 - 鈴木梨乃
つばめ幼稚園の先輩幼稚園教諭。イケイケな性格で奥手な渚をよくからかうが、渚のことは大事な妹のように思っている。後に失恋の傷心旅行先であるインドにて大金持ちに見初められ結婚、つばめ幼稚園を退職する。渚の男性恐怖症を克服させるべくおっさん風に男装をしたこともあるが、逆に渚の魅力に引き込まれそうになってしまう。
伊勢（いせ）
声 - 寺田はるひ
つばめ幼稚園の先輩幼稚園教諭。他の先生と同様、イケイケな性格で奥手な渚をよくからかうが、渚のことは大事な妹のように思っている。明石と瀬戸の二人と比べると常識があり最もまともな人物である。
瀬戸 美奈子（せと みなこ）
声 - 嶋崎はるか
つばめ幼稚園の先輩幼稚園教諭。他の先生と同様、イケイケな性格で奥手な渚をよくからかうが、渚のことは大事な妹の様に思っている。渚の男性恐怖症を克服させるべくホスト風に男装をしたこともあるが逆に渚の魅力に引き込まれそうになってしまう。
岸本（きしもと）
栞（園長先生）のかつての婚約者の親友で陶芸家。かつて栞に想いを寄せていたが、親友である栞の婚約者が交通事故で死去した後はその想いを封印し、栞の支えとして生きていくことを誓う。このとき、想いを断ち切るため別の女性との結婚歴があり孫もいる。後に栞に結婚の噂が立ったことをきっかけに改めて自分の気持ちに気が付かされ栞にプロポーズし、結婚する。性格は極めて頑固。
潮崎 泉（しおざき いずみ）
渚の妹。女子高生。容姿は渚とそっくりだが、性格は非常に活発で渚とは正反対。いつも父親とケンカをしている。
渚の父
博多大学教授。非常に小柄でちょび髭のバーコードヘアー。渚のことを溺愛している。
マスオの父
空手道場の師範だがかなりお茶目な性格。マスオの様子を見るためにはるばる海浜を訪れた際に渚と顔をあわせる。以来すっかり渚のファンになり、夢の中で渚にいかがわしいことをしたり、つばめ幼稚園に自身の入園届けを提出するなどしている。
船越（ふなこし）
声 - 八戸優
マスオと仲のよい後輩社員（営業1課）。マスオの良き後輩で、彼の良き理解者。美帆に好意を抱くがまったく相手にされず、代わりに波子にたかられている。
部長
声 - 石井康嗣
営業部部長。当初はうだつの上がらないマスオに手を焼いていたが、渚との出会い以降、奮起する彼を目にかけ気にかけるようになり、マスオの九州行きが決まった際には彼を激励し、戻ってきてからは岬課長と組ませることによりお互いの良い所を吸収し合えるよう画策する。
入江 直樹（いりえ なおき）
沖縄サンセットビーチホテルの御曹司。抜群の容姿とクジラですら遠く及ばない財力に物を言わせて多くの女性をモノにしてきたが、唯一なびかなかった渚に興味を持ち毎日のようにつばめ幼稚園へBMWに乗りプレゼント持参で通うもまったく相手にしてもらえず、最終的（マスオと出会う2年ほど前）にはプロポーズまでするが断られている。再び渚の前に現れホテルのプライベートルームを利用し邪魔が入らない状況を作り出すという半ば強引な手段で迫るも、マスオの渚を想う気持ちにより阻止され結局再びフられることになる。
美帆の父
声 - 谷口節
株式会社海山の親会社である株式会社東亜常務。娘のことを非常に溺愛しており娘を手篭めにしたと勘違いして、マスオを九州に飛ばす（表向きは親会社への出向）も、結局娘に泣きつかれて業績次第という条件付ながら早期に海浜に戻すことを承諾する。
蝦田（えびた）
株式会社東亜営業部勤務。九州に飛ばされたマスオと組むことになる。東亜営業部で営業成績は常に最下位（それでも海山でのマスオの業績よりはるかに優秀）で「チビ田」とあだ名されバカにされている。マスオの渚のためになんとしてでも結果を出し海浜に帰るという熱意を聞き応援してくれるいい人。
内海 千春（うつみ ちはる）
鹿児島県出身。株式会社東亜営業部勤務。男性関係のトラブルから自分のアパートに居づらくなってマスオの部屋に転がり込み、自らの浪費で家賃が払えなくなったためそのまま居着いてしまう困った人。普段のさっぱりとした言動からは想像できないが、実は無理やり田舎を飛び出した寂しさを紛らわすために多くの男性と付き合ってきた。後に妊娠が発覚し、偶然マスオをたずねてきた渚に誤解されてしまう。一時は中絶も考えたが、マスオの説得により生むことを決意する。一連の騒動でマスオの優しさに惹かれるも、生まれてくる子供の父親になっても良いというマスオの申し出は断り、マスオが海浜に帰れるよう協力し自ら渚の誤解を解いた上で田舎に帰る。帰郷後は風当たりが強い中で息子・航（わたる）を出産し、自分を支えてくれた中学の同級生・塩谷省吾と結婚する。1年後、二人の間に第2子を妊娠する。マスオ・渚夫婦から娘・優菜の誕生を知らせるはがきが彼女に届けられていることから、2人とは手紙などのやりとりをして連絡を取っている模様。
魚住 誠（うおずみ まこと）
大企業・住成グループの御曹司（三男）で、住成外食産業代表取締役社長。偶然マスオが彼の携帯を拾ったことにより接点ができる。女癖が非常に悪く、拾った携帯にもひっきりなしに女からの電話がかかってきた。一見ただのボンボンの女たらしに見えるが、契約の条件としてマスオに課した難題を妨害して他社との契約を取り付けようとした部下に制裁を与えるなど、仕事に関しては筋の通らないことを非常に嫌う。マスオのことは一度は引き抜こうとするほど気に入っている。渚との結婚が決まりマスオが彼女を連れて彼に会いに来た際、「また一緒に仕事しようぜ」と言って祝福した。
岬 沙也加（みさき さやか）
声 - 大塚智子
マスオの上司で営業1課の美人女性課長。マスオが九州に飛ばされている間に、業績改善のためにヘッドハンティングされてきた。就任当時は28歳でマスオとの初対面時は29歳。その営業理論は非常に優れるも、成果の出なかった部下を労わないなど人の扱い方はあまり上手くなく、若い女性ということもあって課内で総スカンになりかけ、一時はマスオにも見限られそうになってしまう。マスオの営業マンとしての大きな成長に多大な影響を及ぼす。実は子持ちの未亡人で彼女の営業理論も元は経済学を専攻していた亡夫が作り上げたものである。彼女もマスオの優しさに惹かれた一人。
港（みなと）
渚の初恋の相手。学生のときにテニスサークルの交流会で渚と知り合うも当時は女性としては見ていなかった。息子の悟がつばめ幼稚園に入ったことがきっかけで渚と再会し女性としても意識するようになる。「悟の新しい母親になってほしい」と強く望み、1度は渚にプロポーズし承諾を得るが、のちに自ら解消する。学生の時には医師になることを目指していたが果たせず、また妻・亜也子（悟の母）とはすでに離婚しており悟と二人暮し（ただし親権をめぐって裁判で争っている）。マスオの最後にして最強のライバル。
港 悟（みなと さとる）
港の息子。つばめ幼稚園に転入するが、両親の離婚の影響などで他人に心を開こうとせず、母親のいない寂しさを他の園児や先生にぶつける。温かく接し続けた渚に次第に心を開くようになり、彼女が新しい母親になることを強く望むようになる。
塩谷 省吾（しおたに しょうご）
内海の中学時代の同級生。職業は警察官。中学時代に内海に惚れていた。風当たりの強い内海を庇い、クラス会で同級生に陰口をたたいているところを一喝する。内海の出産の際には内海を励ますためにマスオを呼び寄せ、生まれた子供（航）に対しては勝手に名付け親となり我が子のように可愛がる。後に内海と結婚し実子も授かるが航に対しても変わらぬ愛情を注いでいる。

## アニメ
アニメ作品は、1998年3月にOVAがリリースされ、同1998年の11月30日から12月24日にかけて『ワンダフル』（TBS系）のアニメコーナーで放送された。また、潮崎渚役の声優・金月真美がパーソナリティーを務める「潮崎渚の夢で逢えたら」が1997年10月から1年間TBSラジオで放送された。

### OVA

#### スタッフ
- 監督 - わたなべひろし
- キャラクターデザイン - わたなべひろし、大木良一
- 作画監督 - 大木良一
- 演出 - 竹下健一
- 美術監督 - 廣瀬義憲
- 撮影監修 - 大瀧勝之
- 撮影監督 - 小林夕美子
- 音楽 - 金住重里
- 音響監督 - 鶴岡陽太
- アニメーション制作 - J.C.STAFF
- 製作 - TBS、日本コロムビア

#### 主題歌
「愛することを教えて」
歌 － 潮崎 渚

#### サブタイトル
1. 雨に咲いた赤いパラソル
2. きらめく夏の夜空に
3. 雪降るクリスマス・イブに…

### テレビアニメ

#### スタッフ（TV）
- 監督 - 山口武志
- シリーズ構成・脚本 - ごうどかずひこ
- キャラクターデザイン - 大木良一
- 音響監督 - 鶴岡陽太
- 音楽 - 小西香葉
- アニメーション制作 - J.C.STAFF
- 製作 - TBS

#### 主題歌（TV）
オープニングテーマ「風のような君でいて」
作詞・作曲 - SHUUBI / 編曲 - 白井良明 String Arrange Hijiri Kuwano / 歌 - HaLo

#### 各話リスト
| 話数 | サブタイトル         | 絵コンテ         | 演出             | 作画監督       | 放送日          |
| ---- | -------------------- | ---------------- | ---------------- | -------------- | --------------- |
| 1    | 恋するサラリーマン   | 山口武志         | 山口武志         | 門智昭         | 1998年 11月30日 |
| 2    | 走れマスオ           | 山口武志         | 山口武志         | 門智昭         | 12月1日         |
| 3    | 初めてのデート       | 山口武志         | 山口武志         | 門智昭         | 12月2日         |
| 4    | 男らしく             | 山口武志         | 山口武志         | 門智昭         | 12月3日         |
| 5    | 迷宮への入り口       | ながはまのりひこ | ながはまのりひこ | をがわいちろを | 12月7日         |
| 6    | 素直になれなくて     | ながはまのりひこ | ながはまのりひこ | をがわいちろを | 12月8日         |
| 7    | ハートに火をつけて   | ながはまのりひこ | ながはまのりひこ | をがわいちろを | 12月9日         |
| 8    | 恋人がサンタクロース | ながはまのりひこ | ながはまのりひこ | をがわいちろを | 12月10日        |
| 9    | マスオの気持ち       | 井硲清高         | 井硲清高         | 中田正彦       | 12月14日        |
| 10   | プロローグ           | 井硲清高         | 井硲清高         | 吉川美貴       | 12月15日        |
| 11   | マスオの夢           | 井硲清高         | 井硲清高         | 杉本功         | 12月16日        |
| 12   | キス                 | 井硲清高         | 井硲清高         | 佐藤将雅       | 12月17日        |
| 13   | 何処へ               | 山口武志         | 川島宏           | 大木良一       | 12月21日        |
| 14   | 揺れる想い           | 山口武志         | 川島宏           | 大木良一       | 12月22日        |
| 15   | 眠れない夜           | 山口武志         | 川島宏           | 大木良一       | 12月23日        |
| 16   | 時間よ止まれ         | 山口武志         | 川島宏           | 大木良一       | 12月24日        |

### ラジオ

#### 各話リスト
1. 「We're All Alone」
2. 「Singin' In The Rain」
3. 「Girls Just Want To Have Fun」
4. 「Let It Be」
5. 「I Can’t Tell You Why」
6. 「Where Is The Love?」
7. 「I Won’t Hold You Back」
8. 「You Keep Me Hangin’ On」
9. 「Our House」
10. 「Summer Night City」
11. 「Careless Whisper」
12. 「Wonderful Tonight」
13. 「Satisfaction」
14. 「Since I’ve Been Loving You」
15. 「Lier」
16. 「Do They Know It’s Christmas?」
17. 「Passion」
18. 「Call Me」
19. 「When I Kissed The Teacher」
20. 「Happy Birthday To U」
21. 番外編「A Happy New Year」

#### 主題歌
オープニングテーマ 風のくちびる
エンディングテーマ AM間際のハッピーエンド
作詞：HANAKO 作曲·編曲：金住重里